# Russula pseudodelica
Russula pseudodelica là một loài nấm thuộc chi Russula.